# Gundemar

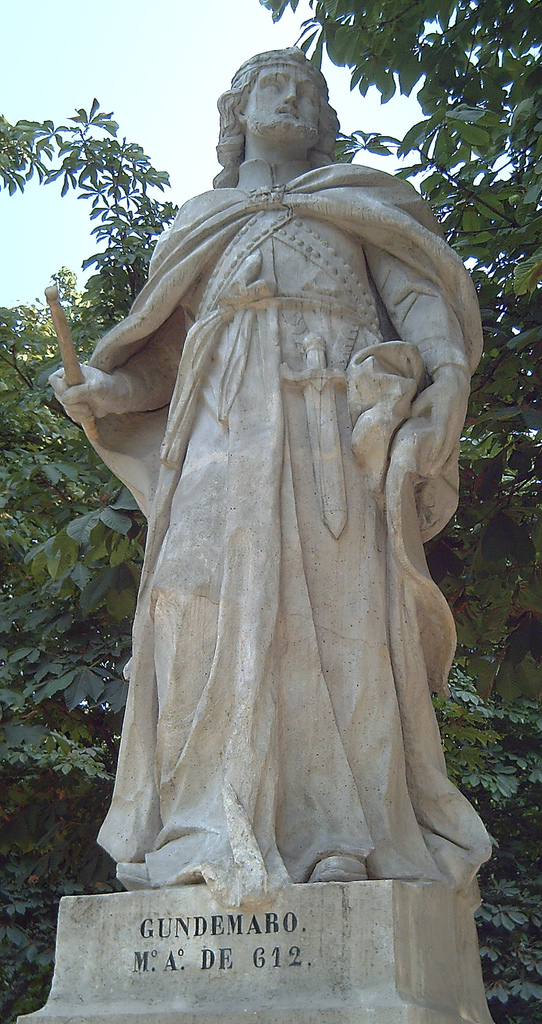
Statue mit Phantasiedarstellung Gundemars in Madrid (1753).

Gundemar (lateinisch Gundemarus, Gunþemarus; † Februar/März 612 in Toledo) war König des spanischen Westgotenreichs von April 610 bis Februar/März 612.

## Leben
Gundemar verwaltete unter seinem Vorgänger Witterich die Provinz Septimanien. Nach der Ermordung Witterichs, der einer Verschwörung des Hofadels zum Opfer fiel, kam Gundemar an die Macht; ob ein Wahlakt stattfand, ist unbekannt.
In seiner Regierungszeit spitzte sich der austrasisch-neustrische Konflikt im Nachbarreich der Franken zu. Dabei nahm Gundemar Partei für Austrasien unter König Theudebert II., dem er finanzielle Unterstützung zusagte. Eine solche westgotische Einmischung in innerfränkische Konflikte war sehr ungewöhnlich. 
Gundemar kämpfte gegen die Basken und Byzantiner in Spania. Unter seiner Herrschaft wurde im Jahre 610 die Reichshauptstadt Toledo von einer Provinzialsynode zum Metropolitansitz der Kirchenprovinz Carthaginiensis erhoben. Dieser Umstand war politisch bedeutsam, denn Cartagena, der frühere Metropolitansitz, befand sich in der Hand der Byzantiner.
Gundemar starb 612; seine Gemahlin Hildoara war schon während seiner Herrschaft gestorben. Nachfolger wurde Sisebut.

## Münzen
Von Gundemar ist eine Goldmünze erhalten. Die Aufschrift lautet: GVNÞEMARVS RE (König Gunthemarus) und MENTESA PIVS.